# Dietrich Huff
Dietrich Huff (* im 20. Jahrhundert) ist ein deutscher Bauforscher und Vorderasiatischer Archäologe.

## Leben
Dietrich Huff studierte Architektur, erwarb den Dipl.-Ing. und spezialisierte sich auf Bauforschung. 1963/64 erhielt er das Reisestipendium des Deutschen Archäologischen Instituts. Seit 1966 war er als wissenschaftlicher Referent an der Abteilung Istanbul des Deutschen Archäologischen Instituts tätig. 1971 wurde er an der Technischen Universität Berlin zum Dr.-Ing. promoviert. Seit 1973 war er als wissenschaftlicher Referent an der Abteilung Teheran des Deutschen Archäologischen Instituts tätig, von 1995 bis zu seinem Ruhestand 1999 leitete er die nunmehrige Außenstelle Teheran der Eurasien-Abteilung des Deutschen Archäologischen Instituts.

## Veröffentlichungen (Auswahl)
- Zur Rekonstruktion des Turmes von Firuzabad. In: Istanbuler Mitteilungen. Band 19/20, 1969/1970, S. 319–338.
- Qalʿa-ye Dukhtar bei Firuzabad. Ein Beitrag zur sasanidischen Palastarchitektur. In: Archäologische Mitteilungen aus Iran. Neue Folge 4, 1971, S. 127–171 (zugleich Dissertation).
- Der Takht-i Nishin in Firuzabad. In: Archäologischer Anzeiger. 1972, S. 517–540.